# Fertilizer Corporation of India Township
Fertilizer Corporation of India Township es una ciudad censal situada en el distrito de Angul en el estado de Odisha (India). Su población es de 1359 habitantes (2011).

## Demografía
Según el censo de 2011 la población de Fertilizer Corporation of India Township era de 1359 habitantes, de los cuales 738 eran hombres y 621 eran mujeres. Fertilizer Corporation of India Township tiene una tasa media de alfabetización del 97,62%, superior a la media estatal del 72,87%: la alfabetización masculina es del 98,58%, y la alfabetización femenina del 96,50%.